# 弗兰克·姆拜尼马拉马
喬薩亞·沃雷恩蓋·“弗兰克”·姆拜尼馬拉馬（斐濟語發音：[tʃoˈsɛia βoˈreŋɡe mbɛiniˈmarama]；1954年4月27日—），前任斐濟總理和前海军军官，2006年發動軍事政變上台，後於2014年和2018年兩度勝出大選，執政長達16年，直至2022年敗選下台。

## 生平
曾於2000年5月29日至7月13日任斐濟群島共和國臨時政府總理。在姆拜尼馬拉馬牽線下，萊塞尼亞·恩加拉塞于2000年上台掌權，並贏得兩次選舉。然而在2006年5月恩加拉塞連任後，兩人漸生齟齬。

### 2006年軍事政變
2006年12月5日，姆拜尼馬拉馬發動軍事政變，宣佈擔任臨時總統並解除了斐濟總理萊塞尼亞·恩加拉塞的職務，並自任斐濟總理。之後英聯邦中止斐濟的會籍。

### 2014年大選
2014年，姆拜尼馬拉馬舉行斐濟自2006年發動軍事政變以來的首次選舉，姆拜尼馬拉馬領導的政黨取得勝利，繼續執政。

### 2018年大選
2018年，姆拜尼馬拉馬領導的斐济优先党取得勝利，繼續執政。